# Opgang
Opgang was een wekelijks verschijnend rijkelijk geïllustreerd, katholiek zwart-wit weekblad voor onder andere architectuur, beeldhouwkunst, godsdienst en kerk, kunstnijverheid, literatuur, muziek, poëzie, politiek en sociologie, schilderkunst en toneel.
Het blad verscheen tussen 1921 en 1934, en stond onder hoofdredactie van Herman van den Eerenbeemt.
De jaargang 1923 telt 1296 pagina's, de jaargang 1925 telt 1256 pagina's. De jaargang 1929 telt 832 pagina's.
Opgang werd uitgegeven door Van Munster's uitgevers-maatschappij uit Amsterdam.